# Iker Pajares Bernabeu
Iker Pajares Bernabeu, né le 22 mars 1996 à Barcelone, est un joueur professionnel de squash représentant l'Espagne. Il atteint en février 2024 la 15e place mondiale sur le circuit international, son meilleur classement. Il est champion d'Espagne à cinq reprises entre 2021 et 2025.

## Biographie
Il rejoint le circuit en 2013 et rentre pour la première fois dans le top 100 en 2016 et il participe au championnat du monde 2017.
En mai 2019, il est l'auteur d'un brillant parcours lors du Wimbledon Club Squared Open où il écarte successivement Omar Mosaad, Daryl Selby et James Willstrop faisant tous partie du top 20. Il s'incline en finale face à Marwan El Shorbagy. À la suite de ces bons résultats, il intègre pour la première fois le top 50 en juin 2019 et le top 20 en avril 2022.

## Palmarès

### Titres
- Championnats d'Espagne : 5 titres (2020, 2021, 2023, 2024, 2025)

### Finales
- Squash on Fire Open masculin 2024
- Wimbledon Club Open : 2019
- Championnats d'Europe par équipes : 2019